# The Future of the Future (Stay Gold)
The Future of the Future (Stay Gold) is een nummer uit 1998 van de Amerikaanse houseact Deep Dish en de Britse band Everything But The Girl. Daarbij wordt gezongen door Tracey Thorn.
De instrumentale basis van het nummer werd door Deep Dish al in 1996 geproduceerd op de single Stay Gold. Op de B-Kant van het nummer staat de track Tangiers. Deze single bereikte in het Verenigd Koninkrijk de 41e plek van de hitlijsten. In dezelfde periode komen ze in contact met Everything But The Girl doordat ze een remix maken van het nummer Wrong. Een samenwerking ontstaat als ze Stay Gold opnieuw willen opnemen voor het album Junk Science (1998). Daarbij schrijven Watt en Thorn zanglijnen en een tekst. Thorn zal het nummer inzingen. Op de B-kant staat ditmaal een remix van David Morales waarbij Satoshi Tomiie de toetsen voor zijn rekening neemt. Het nummer verschijnt in het najaar van 1998 en bereikt de 31e plaats van de Britse hitlijsten. Naast Junk Science staat het nummer ook op het album Temperamental (1999) van Everything But The Girl. 
Tracklist  
1. The Future Of The Future (Stay Gold) (Album Version) 9:28
2. The Future Of The Future (Stay Gold) (David Morales Classic Club Mix) 7:47